# Джанін Конн
Джанін Кон (фр. Janine Connes; раніше  — Джанін Ру 1926 — 28 листопада 2024) — французька астрономка. Її дослідження призвели до розробки важливого методу інфрачервоної спектроскопії з перетворенням Фур'є. Вона була номінована на Нобелівську премію.

## Життєпис
Після закінчення дипломної роботи Конн спочатку викладала на науковому факультеті в Кані. У 1963 році вона почала працювати в Лабораторії реактивного руху НАСА в Пасадені, де, серед іншого, працювала над визначенням складу атмосфери Марса в рамках підготовки до програми «Вікінг». Пізніше вона очолила обчислювальний центр в Паризькій обсерваторії. 1969 року Національний центр наукових досліджень доручив Джанін Конн створити обчислювальний центр для наукових розрахунків, які не могли бути виконані в інших місцях.
З 1951 року і до його смерті у 2019 році вона була одружена з астрономом П'єром Конн. Він тимчасово долучився до її досліджень у галузі ІЧ-спектроскопії, які вона вже розпочала, і вони разом публікувалися. Він, як правило, брав на себе експериментальну, а вона — теоретичну частину роботи.
Конн померла 28 листопада 2024 року у віці 98 років.

## Дослідження
Дослідження Джанін Конн в галузі інфрачервоної спектроскопії з перетворенням Фур'є заклали підвалини нової важливої галузі. Її дисертація та подальші публікації забезпечили глибокий теоретичний аналіз численних практичних деталей, які дозволили експериментальній техніці працювати. Наприклад, вона визначила перевагу реєстрації, також відому на її честь як «перевага Конн». Використання гелій-неонового лазера як еталонного призводить до значно вищої точності осі частоти або довжини хвилі в ІЧ-спектрі, ніж в інших спектрометрах. Це призводить до додаткових переваг, таких як швидкий час сканування, висока роздільна здатність, висока точність визначення хвильових чисел, великий діапазон сканування і висока чутливість.
Їхня робота передувала епосі цифрових комп'ютерів і передувала повторному відкриттю алгоритму швидкого перетворення Фур'є. Після публікації знову відкритого алгоритму Джоном Тьюкі та Джеймсом Кулі Конн була однією із перших, хто запропонував важливе застосування спектроскопії FTIR і таким чином сприяла її поширенню. Згодом вона також співпрацювала з Кулі, який описав «велику взаємну вигоду» в публікації про історію алгоритму в 1987 році. Там він продовжує: «Ці ідеї та монументальне досягнення Джанін Конн призвели до того, що вона розрахувала інфрачервоні спектри планет, які стали стандартною довідковою роботою».
Разом зі своїм чоловіком П'єром Конном Джанін Конн представила спектри Венери, Марса, Юпітера та Сатурна, які на кілька порядків перевершували найкращі доступні на той час спектри. Ці вимірювання в атмосфері в ближньому інфрачервоному діапазоні були надзвичайно складними і не були б успішними без детального теоретичного аналізу та подальшого розвитку методу Джанін Конн.

## Публікації
Джерело:
- "Сфера застосування методу перетворення Фур'є, " J. Phys. Radium 19: 197 (1958)
- "Дослідження нічного неба в ближньому інфрачервоному діапазоні, " J. Phys. Radium 21: 645 (1960), with H.P. Gush [французькою]
- "Спектри планет у ближньому інфрачервоному діапазоні за допомогою Фур'є-спектроскопії. I. Інструменти та результати, " Journal of the Optical Society of America 56: 896 (1966), with P. Connes [англійською]

Наступні чотири статті є «фундаментальними роботами надзвичайної важливості для галузі» — професор Ян Маклін
- "Спектроскопічні дослідження з використанням перетворень Фур'є, " Rev. Opt. 40 (no.2): 45 (1961) [французькою]
- "Спектроскопічні дослідження з використанням перетворень Фур'є, " Rev. Opt. 40 (no.3): 116 (1961) [французькою]
- "Спектроскопічні дослідження з використанням перетворень Фур'є, " Rev. Opt. 40 (no.4): 171 (1961) [французькою]
- "Спектроскопічні дослідження з використанням перетворень Фур'є, " Rev. Opt. 40 (no.5): 231 (1961) [французькою]
- "Спектроскопія з перетворенням Фур'є: Вступна доповідь, " Mem. Soc. Roy. Sci. Liège 9: 81 (1964) [французькою]